# ユーロリーグベースボール
ユーロリーグベースボール（英語: Euro League Baseball, ELB）は、欧州プロ野球協会（European Association of Professional Baseball,EAPB）によって設立された、ヨーロッパのプロ野球リーグである。
当初は10球団で開始される予定であったが、4球団に縮小。さらにアムステルダム・ベースボールの不参加が決まり、2016年は3球団でシーズンを迎えた。結局はこの1シーズンのみで終わった。

## 参加球団
| 球団名                            | ホームタウン     | 創設   | 備考                                   |
| --------------------------------- | ---------------- | ------ | -------------------------------------- |
| アムステルダム・ベースボール      | アムステルダム   | 2016年 | ELBが運営する独立球団 2016年は参加せず |
| L&Dアムステルダム・パイレーツ     | アムステルダム   | 1959年 | 2016年は参加せず                       |
| フォルティチュード・ボローニャ    | ボローニャ       | 1953年 | 2016年は参加せず                       |
| ボン・キャピタルズ                | ボン             | 1989年 | 2016年は参加せず                       |
| ドラッシ・ブルノ                  | ブルノ           | 1972年 |                                        |
| ミュンヘン=ハール・ディサイプルズ | ハール           | 1990年 |                                        |
| レーゲンスブルク・レギオネーレ    | レーゲンスブルク | 1987年 |                                        |
| キュラソー・ネプテューヌス        | ロッテルダム     | 1943年 | 2016年は参加せず                       |
| ルーアン・ハスキーズ'76           | ルーアン         | 1986年 | 2016年は参加せず                       |
| T&Aサンマリノ                     | セラヴァッレ     | 1985年 | 2016年は参加せず                       |
| セナート・テンプライアーズ        | セナート         | 1987年 | 2016年は参加せず                       |

## 年度別成績

### 2016年
| 順位 | チーム                            | 試合 | 勝利 | 敗戦 | 勝率 |
| ---- | --------------------------------- | ---- | ---- | ---- | ---- |
| 1    | ドラッシ・ブルノ                  | 8    | 6    | 2    | .750 |
| 2    | レーゲンスブルク・レギオネーレ    | 8    | 3    | 5    | .375 |
| 3    | ミュンヘン=ハール・ディサイプルズ | 8    | 3    | 5    | .375 |